# Romanówka (powiat chełmski)
Romanówka – wieś w Polsce położona w województwie lubelskim, w powiecie chełmskim, w gminie Siedliszcze.
W latach 1975–1998 miejscowość należała administracyjnie do województwa chełmskiego. 
Wieś jest sołectwem w gminie Siedliszcze. W skład sołectwa wchodzi także wieś Wojciechów. Według Narodowego Spisu Powszechnego (III 2011 r.) liczyła 186 mieszkańców i była dwunastą co do wielkości miejscowością gminy Siedliszcze.

## Historia
W okresie międzywojennym działało Towarzystwo Romanowskie, które skupiało około 17 rolników, gospodarujących na 170 morgach ziemi, sama zaś wieś datowana jest na rok 1921.